# 未來與我
《未来与我》是Netflix原创泰国剧集，2024年12月4日起在Netflix播出。

## 剧情简介
该剧描繪反烏托邦未來世界中的泰國，當科技与古老傳統产生碰撞，文化織錦的裂口歷歷呈現。叙事风格与剧情每集不同。

## 演员阵容
- 帕贡·查博里拉
- 瓦伦托恩·帕奥尼尔
- 特里查达·佩查拉
- 苏提拉·素维杰拉
- 帕拉梅·诺依安